# Pfarrkirche Pinsdorf

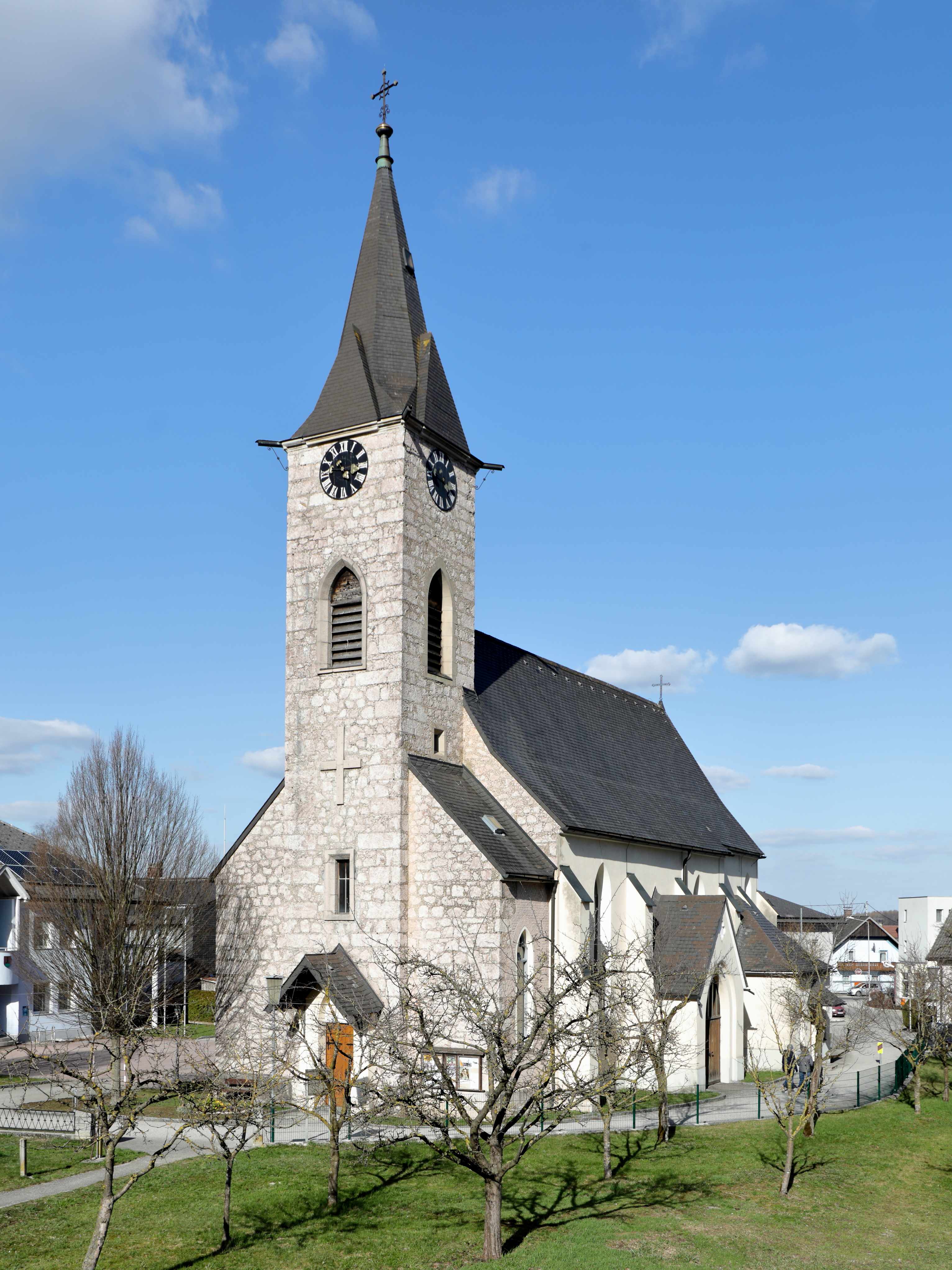
Katholische Pfarrkirche hl. Matthäus in Pinsdorf

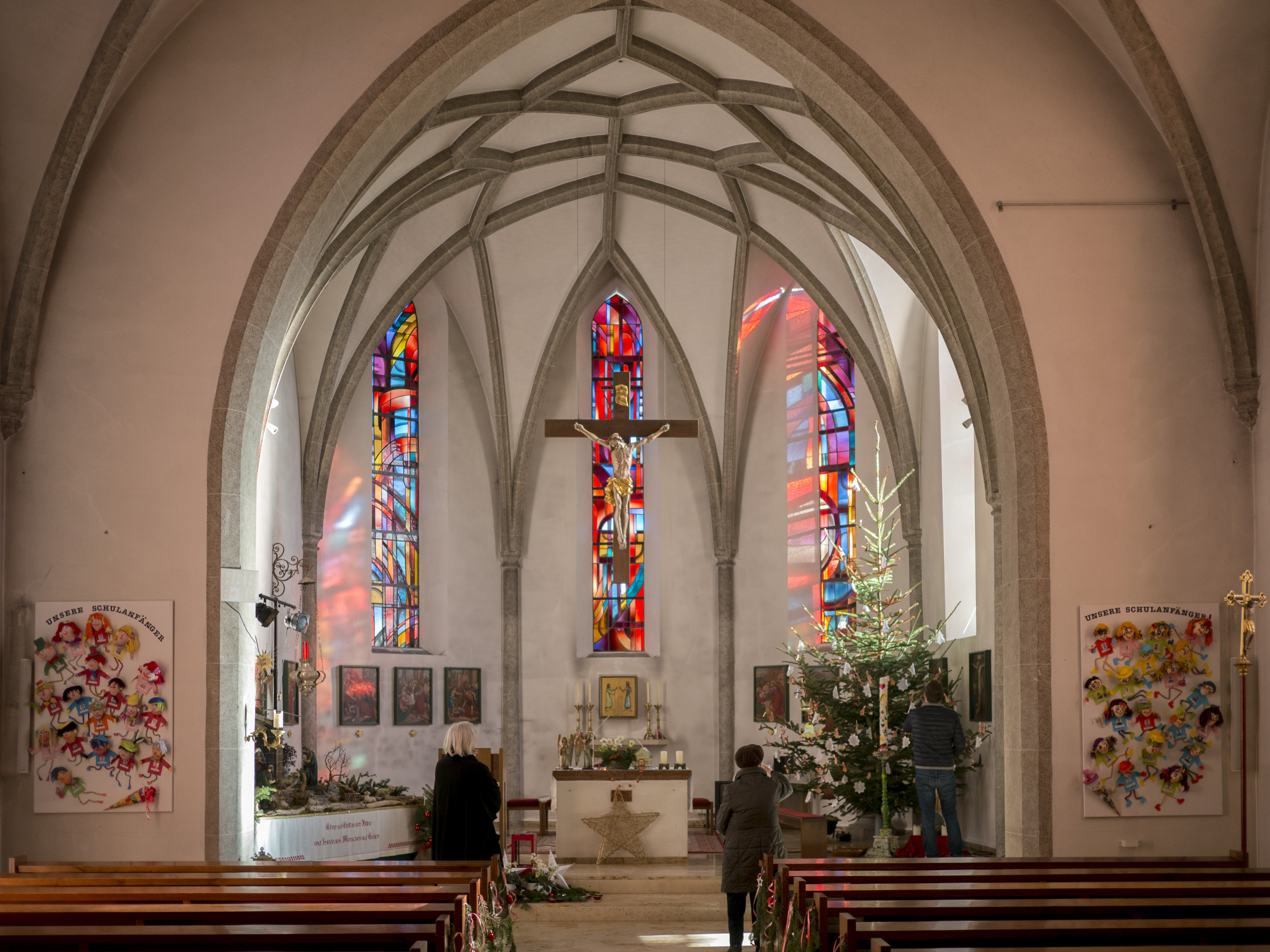
Innenansicht

Die römisch-katholische Pfarrkirche Pinsdorf steht in der Gemeinde Pinsdorf im Bezirk Gmunden in Oberösterreich. Sie steht unter dem Patrozinium des Evangelisten Matthäus und gehört zum Dekanat Gmunden in der Diözese Linz. Das Bauwerk steht unter Denkmalschutz (Listeneintrag).

## Lagebeschreibung
Die Pfarrkirche steht im Ortszentrum am Moosweg in Pinsdorf.

## Geschichte
1270 wird erstmals eine Kirche in Pinsdorf urkundlich genannt. Die Kirche wurde spätestens im Jahr 1494 errichtet, vermutlich 1457. 1892 erfolgte ein Umbau. Gemeinsam mit der Schule wurde 1812 ein Pfarrhof erbaut. 1968 wurde unter Pfarrer Loidl ein neues, vom Schulhaus unabhängiges Pfarrhaus mit Pfarrheim errichtet, welches von Bischof Franz Zauner eingeweiht wurde. Die Inneneinrichtung der Kirche wurde in den 1970er sowie 1990er Jahren an die liturgischen Veränderungen durch das Zweite Vatikanische Konzil angepasst.

## Kirchenbau
Kirchenäußeres
Die Kirche ist ein kleiner spätgotischer Bau, der den Kirchen in Gschwandt und Roitham sehr ähnlich ist.  Der Westturm mit Spitzhelm ist aus neuerer Zeit.
Kircheninneres
Das dreijochige Kirchenschiff ist einschiffig. Darüber ist Kreuzrippengewölbe. Der zweijochige Chor ist netzrippengewölbt und endet im 3/8-Schluss. Das Gewölbe lagert auf gotischen, halbrunden Diensten.

## Ausstattung
Die Ausstattung ist neugotisch.